# Foltos vízicsibe
A foltos vízicsibe (Laterallus spiloptera) a madarak osztályának darualakúak (Gruiformes) rendjébe és a guvatfélék (Rallidae) családjába tartozó faj.

## Rendszerezése
A fajt Henry Durnford brit ornitológus írta le 1877-ben, a Porzana nembe Porzana spiloptera néven.
A fajt korábban elsősorban morfológiai hasonlóságok miatt sorolták a a Porzana nembe a vízicsibék közé. Egy 2014-ben lezajlott mitokondriális genetikai vizsgálatsorozat során derült ki hogy ez a faj a Dél-Amerikában honos Laterallus nemmel közelebbi rokonságban áll  és a további vizsgálatok rámutattak hogy legközelebbi rokona az Atlantisz-guvat (Atlantisia rogersi), mely az Atlanti-óceán déli részén található Tristan da Cunha szigetcsoport egyik kis szigetén, az Inaccessible-szigeten honos. 
Ezért a legújabb rendszerezések mindkét faj beolvasztását javasolják a Laterallus nembe. Egyes szervezetek ezt még nem fogadták el.

## Előfordulása
Dél-Amerika északkeleti részén, Argentína, Brazília és Uruguay területén honos. Természetes élőhelyei a szubtrópusi és trópusi száraz gyepek, szikes lagúnák, sós tavak, édesvizű mocsarak és tavak környékén. Állandó, nem vonuló faj.

## Megjelenése
Testhossza 15 centiméter.

## Természetvédelmi helyzete
Az elterjedési területe nagyon nagy, de széttöredezett és csökken, egyedszáma 2500-9999 példány közötti és szintén csökken. A Természetvédelmi Világszövetség Vörös listáján sebezhető fajként szerepel.